# دونالد ويبر
دونالد ويبر هو مصور كندي، ولد في 1973 في تورونتو في كندا.